# Толоконниково
Толоконниково (до 1948 — Хепонотко, Пиен Перо, фин. Heponotko, Pien Pero) — посёлок в Гончаровском сельском поселении Выборгского района Ленинградской области.

## Название
Топоним Хепонотко в дословном переводе означает «Конная лощина».
В начале 1948 года постановлением общего собрания рабочих и служащих подсобного хозяйства ДЭУ № 96 селение Хепонотко получило новое название Берёзовка. Однако, комиссией по переименованию оно было заменено на Толоконниково. В обосновании указывалось: «в память младшего сержанта Толоконникова П. И., погибшего в районе станции Кямяря». Толоконников Павел Иванович, 1925 года рождения, погиб 25 июля 1944 года и был похоронен в братской могиле у станции Кямяря.
Переименование было закреплено указом Президиума ВС РСФСР от 13 января 1949 года.

## История
- Деревня Пиенперо на финской карте 1923 года

До 1939 года смежные деревни Хепонотко и Пиен Перо входили в состав Выборгского сельского округа Выборгской губернии Финляндской республики.
С 1 января 1949 года учитываются административными данными, как деревня Толоконниково.
Согласно данным 1966 и 1973 годов посёлок Толоконниково входил в состав Черкасовского сельсовета
Согласно данным 1990 года посёлок Толоконниково входил в состав Гавриловского сельсовета.
В 1997 году в посёлке Толоконниково Гавриловской волости проживали 6 человек, в 2002 году — 4 человека (русские — 75 %).
В 2007 году в посёлке Толоконниково Гончаровского СП проживали 6 человек, в 2010 году — 8 человек.

## География
Посёлок расположен в восточной части района на автодороге А181 (часть E 18) «Скандинавия» (Санкт-Петербург — Выборг — граница с Финляндией), в месте примыкания к ней автодороги 41К-206 (подъезд к ст. Лебедевка).
Расстояние до административного центра поселения — 9 км. 
Расстояние до ближайшей железнодорожной платформы Лебедевка — 2,5 км. 
К востоку от посёлка протекает река Перовка.

## Демография
| 2007 | 2010 | 2017 | 2021 |
| ---- | ---- | ---- | ---- |
| 6    | ↗8   | ↘7   | ↗47  |

## Улицы
Скандинавский проезд, Хвойная.